# Казалмартино (Л'Аквила)
Казалмартино (итал. Casalmartino) је насеље у Италији у округу Л'Аквила, региону Абруцо.
Према процени из 2011. у насељу је живело 23 становника. Насеље се налази на надморској висини од 871 м.